# Colegio médico de Assam

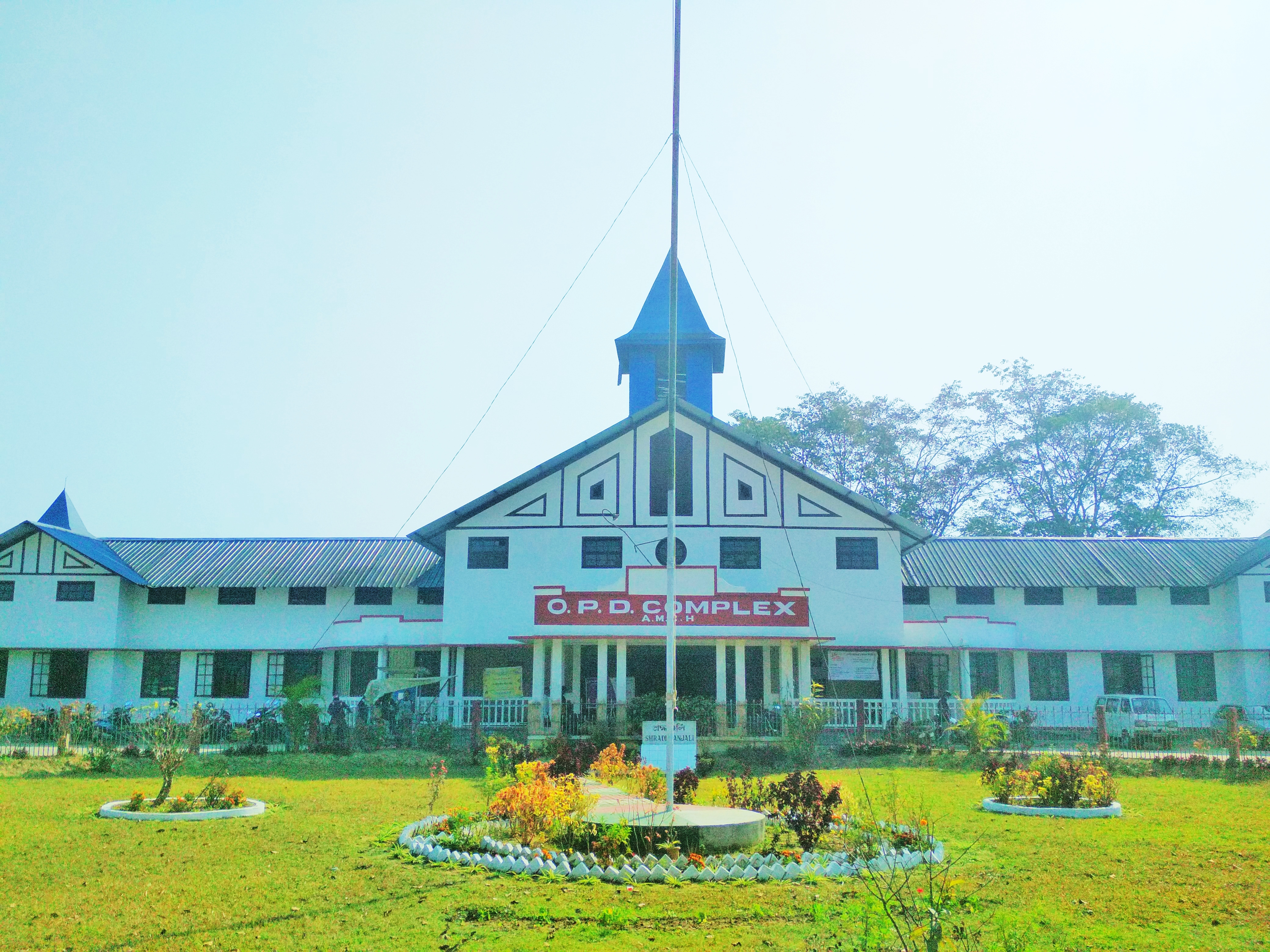
Antaŭa vido de Asama Medicina Kolegio kaj Hospitalo

El Colegio médico de Assam (en asamés: অসম চিকিৎসা মহাবিদ্যালয) Es una institución educativa y hospitalaria en Dibrugarh, Assam, India. Fue la primera escuela de medicina en el noreste de India. Es el tercer centro de referencia médica para la parte superior de Assam y áreas en los estados vecinos, como Arunachal Pradesh.
La Escuela Berry-White de Medicina fue fundada en Dibrugarh en 1900 con una donación de 50.000 rupias del doctor John Berry-White que se había retirado como cirujano civil del distrito de Lakhimpur y regresó a Londres, donde murió en 1896. En 1910, la universidad importó dos máquinas de rayos X de Inglaterra, que fueron los primeras en la India, y se inauguró la primera sala de radiología del país. Después de la Segunda Guerra Mundial, la universidad se trasladó a las instalaciones del hospital cercanas que habían sido utilizadas por el Ejército de EE. UU.. El 3 de noviembre de 1947, la universidad fue renombrada oficialmente como el Colegio médico de Assam.